# Fotosintesi clorofilliana

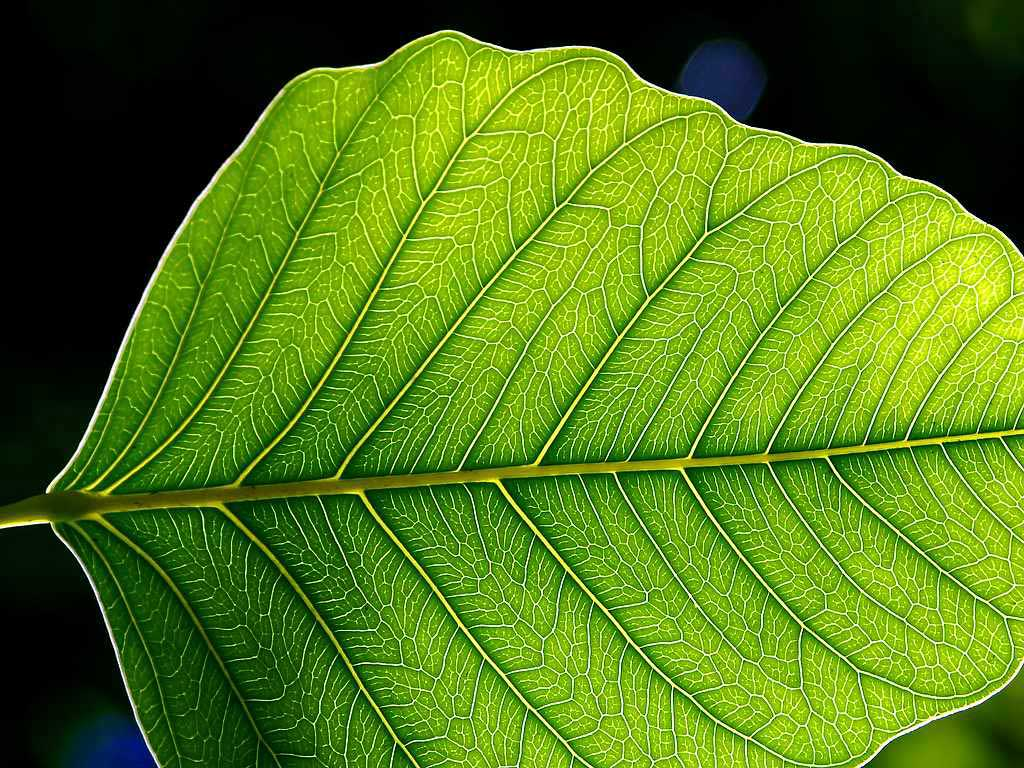
Foglia, parte della pianta in cui avviene la fotosintesi clorofilliana.

La fotosintesi clorofilliana  è un processo chimico per mezzo del quale le piante verdi e altri organismi producono sostanze organiche – principalmente carboidrati – a partire dal primo reagente, l'anidride carbonica atmosferica e l'acqua metabolica, in presenza di luce solare, rientrando tra i processi di anabolismo dei carboidrati, del tutto opposta ai processi inversi di catabolismo.
Durante la fotosintesi, con la mediazione della clorofilla, la luce solare o artificiale permette di convertire sei molecole di CO2 e sei molecole d'H2O in una molecola di glucosio (C6H12O6), zucchero fondamentale per la vita della pianta. Come sottoprodotto della reazione si producono sei molecole di ossigeno, che la pianta libera nell'atmosfera attraverso gli stomi che si trovano nella foglia. 
La formula stechiometrica della reazione è:
6CO2 + 6H2O + luce → C6H12O6 + 6O2
Si tratta del processo di produzione primario di composti organici del carbonio da sostanze inorganiche nettamente dominante sulla Terra (trasforma circa 115×109 tonnellate di carbonio atmosferico in biomassa ogni anno), rientrando dunque nel cosiddetto ciclo del carbonio, ed è inoltre l'unico processo biologicamente importante in grado di raccogliere l'energia solare, da cui, fondamentalmente, dipende la vita sulla Terra (la quantità di energia solare catturata dalla fotosintesi è immensa, dell'ordine dei 100 terawatt, che è circa sei volte quanto consuma attualmente la civiltà umana).

## Aspetti evolutivi
Non è chiaro quando siano apparsi nel globo i primi organismi capaci di attuare la fotosintesi, ma la presenza di formazioni striate in alcune rocce dovute alla presenza di ruggine fanno supporre che cicli stagionali di ossigeno nell'atmosfera terrestre, sintomo di fotosintesi, siano apparsi approssimativamente 3 miliardi e mezzo di anni fa nell'Archeano.

## Fasi della fotosintesi
La fotosintesi clorofilliana, detta anche fotosintesi ossigenica a causa della produzione di ossigeno in forma molecolare, avviene per tappe riunibili in due fasi:
1. La fase luce-dipendente (o fase luminosa), dipendente dalla luce;
2. La fase luce-indipendente (o fase oscura o fase di fissazione del carbonio, di cui fa parte il ciclo di Calvin).

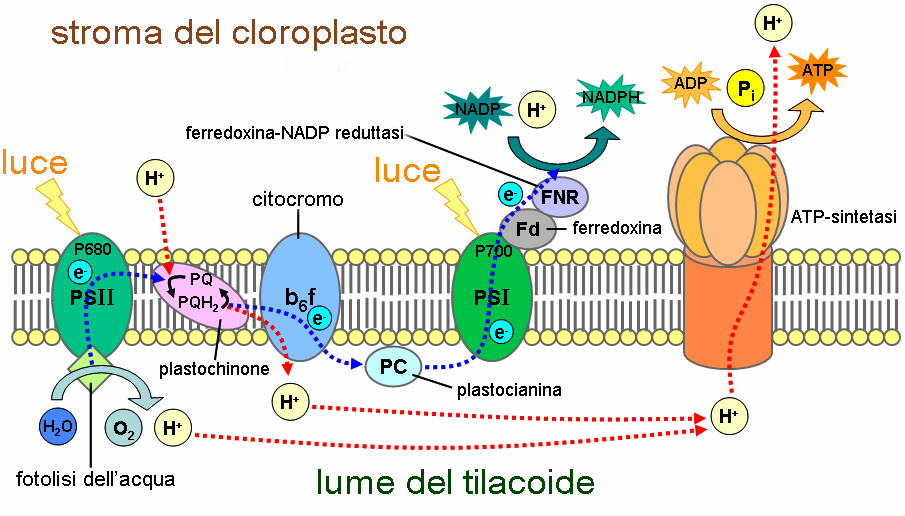
Le reazioni della fase luce dipendente della fotosintesi clorofilliana.

Il processo fotosintetico si svolge all'interno dei cloroplasti. All'interno di questi si trova un sistema di membrane che formano pile di sacchetti appiattiti (tilacoidi). All'interno di queste membrane troviamo delle molecole di clorofilla, aggregate a formare i cosiddetti fotosistemi. Si possono distinguere il fotosistema I e il fotosistema II. I fotosistemi sono un insieme di molecole di pigmenti disposti in modo da circondare una molecola di clorofilla speciale detta "a trappola". L'energia del fotone viene quindi passata di molecola in molecola fino al raggiungimento della clorofilla speciale. Nel fotosistema I la molecola trappola viene eccitata da una lunghezza d'onda di 700 nm, nel fotosistema II da 680 nm.
Tutte queste molecole sono in grado di catturare l'energia luminosa, ma solo quelle di clorofilla a sono in grado di passare ad uno stato eccitato che attiva la reazione fotosintetica. Le molecole che hanno solo funzione di captazione sono dette molecole antenna; quelle che attivano il processo fotosintetico sono definite centri di reazione. La "fase luminosa" è dominata dalla clorofilla a, le cui molecole assorbono selettivamente luce nelle porzioni rossa e blu-violetta dello spettro visibile, attraverso una serie di altri pigmenti coadiuvanti. L'energia catturata dalle molecole di clorofilla consente la promozione di elettroni da orbitali atomici a energia minore ad orbitali ad energia maggiore. Questi vengono subito sostituiti mediante scissione di molecole d'acqua (che, da H2O si scinde in due protoni, due elettroni ed un ossigeno grazie alla fotolisi, operata dall'OEC, il complesso evolvente ossigeno associato al fotosistema II).
Gli elettroni liberati dalla clorofilla del fotosistema II vengono immessi in una catena di trasporto costituita dal citocromo B6f, durante la quale perdono energia, passando ad un livello energetico inferiore. L'energia persa viene utilizzata per pompare protoni dallo stroma all'interno dello spazio del tilacoide, creando un gradiente protonico. Infine gli elettroni giungono al fotosistema I, che a sua volta, per effetto della luce, ha perso altri elettroni. Gli elettroni persi dal fotosistema I vengono trasferiti alle ferredossina, che riduce NADP+ in NADPH. Tramite la proteina di membrana ATP-sintetasi situata sulla membrana del tilacoide, gli ioni H+ liberatisi dall'idrolisi dell'acqua passano dallo spazio del tilacoide allo stroma, cioè verso gradiente, sintetizzando ATP a partire da gruppi liberi di fosfato e ADP. Si può formare in media una molecola e mezzo di ATP ogni due elettroni persi dai fotosistemi.
La fase di fissazione del carbonio o ciclo di Calvin (chiamata anche fase al buio o fase luce indipendente) comporta l'organicazione della CO2, ossia la sua incorporazione in composti organici e la riduzione del composto ottenuto grazie all'ATP ricavato dalla fase luminosa.
In questo ciclo è presente un composto organico fisso, il ribulosio-bisfosfato, o RuBP, che viene trasformato durante la reazione fino a tornare al suo stato iniziale. Le 6 molecole di ribulosio bisfosfato presenti nel ciclo di Calvin reagiscono con l'acqua e l'anidride carbonica subendo una serie di trasformazioni ad opera dell'enzima ribulosio-bisfosfato carbossilasi o rubisco. Alla fine del processo, oltre alle 6 RuBP nuovamente sintetizzate, si originano 2 molecole di gliceraldeide 3-fosfato, che vengono espulse dal ciclo come prodotto netto della fissazione. Per essere attivato, il ciclo di Calvin necessita di energia chimica e supporto mediante l'idrolisi di 18 ATP in ADP e dell'ossidazione di 12 NADPH in NADP+ e ioni liberi di idrogeno H+ (che sono protoni). L'ATP e la NADPH consumate durante il ciclo di Calvin vengono prelevate da quelle prodotte durante la fase luminosa e una volta ossidate, tornano a far parte del pool disponibile per la riduzione. Complessivamente, nel ciclo di Calvin vengono consumate 6 molecole di CO2, 6 di acqua, 18 di ATP e 12 di NADPH per formare 2 gliceraldeide 3-fosfato (abbreviato in G3P), 18 gruppi liberi di fosfato, 18 ADP, 12 protoni, 12 NADP+.
Le due molecole di gliceraldeide 3-fosfato formatesi durante il ciclo di Calvin vengono utilizzate per sintetizzare glucosio, uno zucchero a 6 atomi di carbonio, in un processo perfettamente inverso alla glicolisi, o per formare lipidi quali acidi grassi oppure amminoacidi (aggiungendo un gruppo amminico nella struttura). I prodotti finali della fotosintesi, quindi, svolgono un ruolo di fondamentale importanza nei processi dell'anabolismo degli organismi autotrofi.
Oltre ad un ciclo fotosintetico di sintesi (solo di giorno e nel periodo vegetativo) del glucosio e dei derivati polisaccaridi, le piante hanno anche un ciclo opposto ossidativo (respirazione cellulare) (di giorno e di notte tutto l'anno) dei prodotti fotosintetici utilizzati appunto come nutrimento dalle piante stesse. Il bilancio complessivo dei flussi di ossigeno e CO2 da e verso l'ambiente esterno è comunque a favore della fotosintesi ovvero la pianta si comporta come un 'pozzo' di accumulazione (assorbitore) di carbonio piuttosto che come una 'sorgente' (emettitore) di carbonio verso l'ambiente esterno e viceversa come una 'sorgente' di ossigeno piuttosto che un 'pozzo' di ossigeno. Questo perché parte del carbonio assorbito e non utilizzato dal ciclo ossidativo della pianta rimane fissato sotto forma di cellulosa e lignina nelle pareti cellulari delle cellule 'morte' che costituiscono il legno interno della pianta.
La fase di ossidazione delle piante è ciò che rende la pianta un essere vivente al pari degli altri. Lo stesso ciclo ossidativo fa sì che la temperatura interna della pianta, a sua volta termoregolata da processi fisiologici, sia in generale diversa da quella dell'ambiente esterno.

## Tipi
Le piante sono suddivise, in base alla forma di fotosintesi clorofilliana da esse compiuta, in tre gruppi principali, che hanno diverse caratteristiche: le piante C3, C4 e CAM.

## Altre forme di fotosintesi
Esistono, soprattutto fra gli organismi procarioti autotrofi, varie forme di fotosintesi, oltre alla fotosintesi clorofilliana ossigenica descritta qui. In alcune specie di batteri autotrofi, l'idrogeno proviene non dall'acqua ma dall'acido solfidrico, che nella fotosintesi viene ossidato a zolfo elementare (S8)
{\displaystyle {\ce {6CO2 + 12H2S -> C6H12O6 + 12S + 6H2O}}}
Si noti che questi batteri sono anaerobi obbligati. Le forme di monosiesi senza produzione di ossigeno che vengono effettuate con lo zolfo (o in alcuni casi anche con l'azoto) vengono dette fotosintesi anossigeniche.